# Francolí gorja-roig
El francolí gola-roig (Pternistis afer) és una espècie d'ocell de la família dels fasiànids (Phasianidae) que habita estepes i sabanes de l'Àfrica subsahariana, al sud de l'Equador.